# 錢特氏魮
錢特氏魮（学名：Carasobarbus chantrei）为輻鰭魚綱鯉形目鲤科的其中一種，被IUCN列為瀕為保育類動物，分布於亞洲土耳其及敘利亞，體長可達56.1公分。